# Moussa Aimé
 (septembre 2023).
Pour les articles homonymes, voir Aimé.
Moussa Aimé est un chanteur tchadien né en 1987 à Brazzaville. De son nom complet Moussa Rémadji Aimé, il est aussi auteur compositeur.

## Biographie

### Enfance et débuts
Moussa Aimé est le benjamin d’une famille de six enfants. Il fait ses premiers pas dans la musique au sein d'une chorale de l’avenue Mobutu. En 2005, il s’intéresse à la guitare. Entre 2005 et 2009 il séjourne au Nigéria où il poursuit ses études en administration des affaires.

### Carrière musicale
Moussa Aimé participe à plusieurs concerts notamment lors du festival Ndjam-Vi. Après un casting en mars 2014, Moussa Aimé est retenu et représente le Tchad en Côte d’ivoire à l’émission Island Africa Talent qui lui permet de côtoyer les grandes voix africaines comme Papa Wemba, Fally Ipupa, Tiken Jah, Youssoupha… il en profite pour réaliser un featuring avec Oneil Mala. Son maxi-Single de quatre titres, mamiWata, sort en 2019.
En 2021, Moussa Aimé sort son premier album, monde de mes rêves, qui compte 14 titres. Moussa Aimé commence l'année 2023 avec le titre Commando, avant sa tournée européenne.

## Discographie

### Album
- 2021 : Monde de mes rêves.

### Singles
- 2017 : Où est la magie.
- 2019 : C'est toi.
- 2020 : Yayo.
- 2023 : Commando[5].

### Collaborations
- 2016 : I am a lion remix, avec Mawndoe.
- 2019 : Envoie seulement avec, Petit Miguelito.
- 2020 : Mariam avec, Clement Masdongar.

## Prix et distinctions
- Lauréat du prix Acamod talent international.